# Лари Флинт
Лари Клакстън Флинт Младши (на английски: Larry Claxton Flynt, Jr.) е американски издател, основател и ръководител на компанията Larry Flynt Publications (LFP).
Компанията издава предимно порнографски издания, включително филми и списания, най-известното от които е Hustler. Тя има годишен оборот от около 150 милиона долара.

## Биография
Лари Флинт е роден на 1 ноември 1942 г. в Магофин Каунти, Кентъки, и прекарва детството си в бедност. Той напуска училище преди гимназията. На 10-годишна възраст се премества с майка си в Индиана, след като тя се развежда с баща му, който е алкохолик. През 1958 г., когато е едва на 15 години, постъпва в американската армия, но след по-малко от година напуска. През 1959 г. постъпва във флота като радист. През 1964 г. напуска флота и постъпва на работа във фабриката на General Motors в Дейтън, Охайо.
През 1970 г. открива първия си клуб Hustle – стриптийз-бар в Синсинати. Скоро след това открива още такива клубове в Дейтън, Кълъмбъс, Толидо, Акрън и Кливланд. Първият брой на списанието му Hustler излиза през юли 1974 г., а по-късно започва издаването и на друго подобно списание – Chic.
През 2001 г. състоянието на Лари Флинт се оценява на 400 млн. долара.
Лари Флинт е известен с борбата си за свобода на словото в САЩ и на няколко пъти се е кандидатирал за обществени постове, между които за президент на САЩ през 1984 г. срещу Роналд Рейгън и за губернатор на Калифорния през 2003 г. на референдума срещу Грей Дейвис. Той страда от психическо разстройство, характерно с честа и непринудена смяна на настроението. Парализиран е от кръста надолу вследствие на неуспешен опит за покушение срещу него, извършено през 1978 г. от Джоузеф Пол Франклин, известен убиец-расист.
Неговата история е пресъздадена във филма „Народът срещу Лари Флинт“, в който Уди Харелсън играе Лари Флинт. Флинт е демократ.
Флинт се е женил пет пъти. За четвъртата си съпруга, Алтея, се жени през 1976 г. и остават женени до смъртта ѝ през 1987 г. За сегашната си съпруга се жени през 1998 г. Лари Флинт има четири дъщери и един син.